# Lee Ya-hsuan
Dans ce nom chinois, le nom de famille, Lee, précède le nom personnel.
Pour les articles homonymes, voir Lee.
Lee Ya-hsuan, née le 20 juillet 1995 à Taipei, est une joueuse de tennis taïwanaise, professionnelle depuis le début des années 2010.
Évoluant principalement sur le circuit ITF, elle y a remporté 12 titres en simple et 10 en double.
En 2016, elle remporte son 1er titre en double sur le catégorie WTA 125 à Dalian.

## Palmarès

### Titres en double en WTA 125
| No | Date       | Nom et lieu du tournoi     | Catégorie | Dotation  | Surface         | Partenaire      | Finalistes                           | Score            |          |
| -- | ---------- | -------------------------- | --------- | --------- | --------------- | --------------- | ------------------------------------ | ---------------- | -------- |
| 1  | 06-09-2016 | Dalian Women's Open Dalian | WTA 125   | 115 000 $ | Dur (ext.)      | Kotomi Takahata | Nicha Lertpitaksinchai Jessy Rompies | 6-2, 6-1         | Parcours |
| 2  | 11-11-2019 | Taipei Open Taipei         | WTA 125   | 115 000 $ | Moquette (int.) | Wu Fang-hsien   | Dalila Jakupović Danka Kovinić       | 4-6, 6-4, [10-7] | Parcours |

## Parcours en Grand Chelem

### En simple dames
N'a jamais participé à un tableau final.

### En double dames
| Année | Open d'Australie         | Open d'Australie         | Internationaux de France | Internationaux de France | Wimbledon | Wimbledon | US Open | US Open |
| ----- | ------------------------ | ------------------------ | ------------------------ | ------------------------ | --------- | --------- | ------- | ------- |
| 2020  | 1er tour (1/32) Wu F.-h. | S. Kenin B. Mattek-Sands |                          |                          | Annulé    | Annulé    |         |         |

N.B. : le nom de la partenaire se trouve sous le résultat ; le nom des ultimes adversaires se trouve à droite.

## Parcours en Fed Cup
| #                                                                     | Date       | Lieu       | Surface      | Gagnante(s)           | Perdante(s)  | Score           |          |
|                                                                       |            |            |              |                       |              |                 |          |
| 2016 - Barrage (groupe mondial II) - Pologne - Taipei chinois - 1 - 4 |            |            |              |                       |              |                 |          |
| 1                                                                     | 16/04/2016 | Inowrocław | Dur (ext.)   | Magdalena Fręch       | Lee Ya-hsuan | 4-6, 6-0, 6-2   | Parcours |
| 1                                                                     | 16/04/2016 | Inowrocław | Dur (ext.)   | Lee Ya-hsuan          | Paula Kania  | 2-6, 6-3, 9-7   | Parcours |
|                                                                       |            |            |              |                       |              |                 |          |
| 2017 - 1er tour (groupe mondial II) - Russie - Taipei chinois : 4 - 1 |            |            |              |                       |              |                 |          |
| 2                                                                     | 11/02/2017 | Moscou     | Dur (int.)   | Ekaterina Makarova    | Lee Ya-hsuan | 6-3, 5-7, 6-1   | Parcours |
| 2                                                                     | 11/02/2017 | Moscou     | Dur (int.)   | Natalia Vikhlyantseva | Lee Ya-hsuan | 6-1, 6-2        | Parcours |
|                                                                       |            |            |              |                       |              |                 |          |
| 2017 - Barrage (groupe mondial II) - Italie - Taipei chinois - 3 - 1  |            |            |              |                       |              |                 |          |
| 3                                                                     | 22/04/2017 | Barletta   | Terre (ext.) | Martina Trevisan      | Lee Ya-hsuan | 2-6, 6-3, 12-10 | Parcours |
| 3                                                                     | 22/04/2017 | Barletta   | Terre (ext.) | Sara Errani           | Lee Ya-hsuan | 3-6, 6-2, 6-3   | Parcours |

## Classements WTA en fin de saison
| Année          | 2011 | 2012 | 2013 | 2014 | 2015 | 2016 | 2017 | 2018 | 2019 | 2020 | 2021 | 2022 | 2023 | 2024 |
| Rang en simple | 863  | 1000 | 442  | 381  | 214  | 319  | 320  | 272  | 307  | 298  | 389  | 501  | 400  | 466  |
| Rang en double | –    | 563  | 354  | 456  | 214  | 150  | 316  | –    | 349  | 226  | 329  | 292  | 385  | 864  |

Source : (en) Classements de Lee Ya-hsuan sur le site officiel de la Fédération internationale de tennis